# Kříž Fridricha Augusta
Kříž Fridricha Augusta (německy: Friedrich-August-Kreuz) bylo vojenské vyznamenání zavedeno na počátku první světové války.
Vyznamenání bylo zavedeno 24. září roku 1914 oldenburským velkovévodou Fridrichem Augustem II. ve dvou základních třídách. Bylo udíleno všem vojenským nebo civilním osobám, které se vysoce vyznamenaly během války.

## Vzhled vyznamenání
Vyznamenání bylo vyraženo z černého železa a tvarem se podobalo železnému kříži. V medailonu uprostřed vyznamenání byly k vidění iniciály F. A., jako upomínka po zakladateli vyznamenání, velkovévodovi Friedrichu Augustovi II. V horním ramene kříže byla koruna, která zdůrazňovala císařství a ve spodním letopočet 1914, jako upomínka na rok založení. Jednotlivá ramena kříže byla spojena propleteným vavřínovým věncem. Zadní strana kříže byla hladká a prázdná.

## Způsob nošení vyznamenání
Zatímco vyznamenání I. třídy bylo připínáno na levou náprsní kapsu, tak vyznamenání II. třídy bylo menšího rozměru a nošeno jako stuha nad levou náprsní kapsou.

## Významní nositelé
Heer
- polní maršál Wilhelm Keitel
- polní maršál Werner von Blomberg
- generálplukovník Johannes Blaskowitz
- generálplukovník Erwin Jaenecke
- generálplukovník Wilhelm Heye
- generálplukovník Hans von Seeckt
- generálplukovník Ludwig Beck
- doktor generálního štábu Kurt Neumüler
- generál tankových vojsk Werner Kempf
- generál tankových vojsk Friedrich Kühn
- generál pěchoty Alexander von Falkenhausen
- generál pěchoty Hans Krebs
- generál pěchoty Otto von Stülpnagel
- generál dělostřelectva Karl Thoholte
- generálporučík Friedrich-Carl Rabe von Pappenheim
- generálporučík Rudolf Holste
- generálmajor Paul Goerbig
- generálmajor Alfred Beckmann

Luftwaffe
- generál letectva Friedrich Christiansen
- generál letectva Willi Harmjanz
- generál letectva Karl Barlen
- generálporučík Kurt Kleinrath
- generálporučík Gebhard von Kotze
- generálmajor Albert Müller-Kahle

Kriegsmarine
- velkoadmirál Erich Raeder
- generál admirál Walter Warzecha
- generál admirál Otto Schniewind
- generál admirál Hermann Boehm
- generál admirál Karl Witzell
- admirál Hubert Schmundt
- admirál Hermann von Fischel
- admirál Hermann Densch
- admirál Werner Fuchs
- admirál Theodor Krancke
- admirál Kurt Fricke
- viceadmirál Eberhard Wolfram
- viceadmirál Karl Topp
- kontradmirál Wilhelm Rümann

Waffen-SS a Polizei
- SS-Obergruppenführer Josias Erbprinz zu Waldeck und Pyrmont
- SS-Gruppenführer Karl-Heinrich Brenner
- SS-Gruppenführer Leo von Jena
- SS-Gruppenführer Georg Ahrens
- SS-Brigadeführer Friedemann Götze